# 拉庫鄉

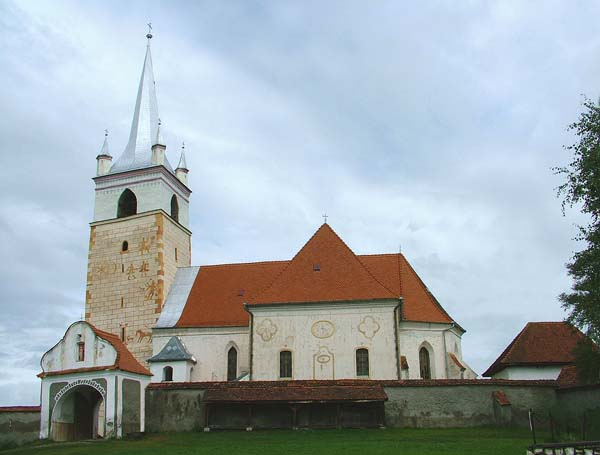

46°27′0″N 25°45′45″E / 46.45000°N 25.76250°E
拉庫鄉（羅馬尼亞語：Comuna Racu, Harghita），是羅馬尼亞的鄉份，位於該國中部，由哈爾吉塔縣負責管轄，面積47平方公里，海拔高度703米，2007年人口1,539，人口密度每平方公里32人。